# メームード
メームード（Mehmood、1932年9月29日 - 2004年7月23日）は、インドのヒンディー語映画で活動した俳優、歌手、映画監督、映画プロデューサー。生涯で300本以上の映画に出演し、インドを代表するコメディアンとして知られた。

## 生涯

### 生い立ち
1932年9月29日に8人兄弟の次男として生まれた。父のムムターズ・アリーは1940年代から1950年代にかけて活躍した俳優で、妹のミヌー・ムムターズはダンサー・女優、弟のアンワル・アリーも俳優として活動していた。

### キャリア
1943年に子役として『Kismet』に出演し、その後は鶏肉食品の販売や映画監督P・L・サントーシの運転手、ミーナー・クマーリーの卓球指導など複数の仕事を転々とした。1953年にミーナー・クマーリーの妹マドゥーと結婚し、息子マスードが生まれた後に生活の安定を求めて俳優の道に進み、『2エーカーの土地』『C.I.D.』『渇き』などに出演した。役に恵まれなかったメームードだったが、義姉ミーナー・クマーリーの援助を受けることをよしとせず、彼女が出演する『Ek Hi Raasta』に起用された際には、起用された理由が「ミーナー・クマーリーの身内だから」ということを知り降板したという。1958年にラージ・カプール、マーラー・シンハーと共演した『Parvarish』で人気俳優の仲間入りを果たし、その後は『Sasural』『Ziddi』『ラブ・イン・トーキョー』などに出演した。やがて、メームードはハイデラバード地方のウルドゥー語訛りの台詞を得意とするコミックリリーフの演技で高い評価を得るようになった。また、主人公の友人役としても観客の人気を集め、ショーバ・コーテー、I・S・ジョーハル、アルナ・イラニと頻繁に共演した。
1980年代に入るとジャグディープ、アスラーニー、カンワルジート・パインタール、デーヴェン・ヴァルマー、カディール・カーンが台頭したことで、コメディ俳優としての人気は低迷した。その後はベンガルールに隠棲して農業を営むようになり、映画に出演する機会は激減した。1990年代にはP・L・サントーシの息子ラージクマール・サントーシが手掛けた『Andaz Apna Apna』で成功を収めたが、これ以外の映画の大半は興行成績が振るわなかった。

### 死去
2004年7月23日にペンシルベニア州ダンモアで心血管疾患のため死去した。

## 評価

### 人物評
メームードはコメディ俳優として高い人気を誇っており、当時の主演男優の多くが「共演すると存在感が薄れる」という理由で彼との共演を断ったという。また、当時駆け出しの新人だったアミターブ・バッチャンを『Bombay to Goa』に出演させてブレイクするきっかけを作ったほか、R・D・ブルマンやラージェーシュ・ローシャンのブレイクするきっかけを作ったことでも知られている。また、サティーシュ・カウシクは『Padosan』出演時のメームードの演技に感銘を受けて俳優の道に進んだことを明かしており、『Saajan Chale Sasural』で彼をイメージした演技を見せてフィルムフェア賞 コメディアン賞を受賞したという。

### 受賞歴

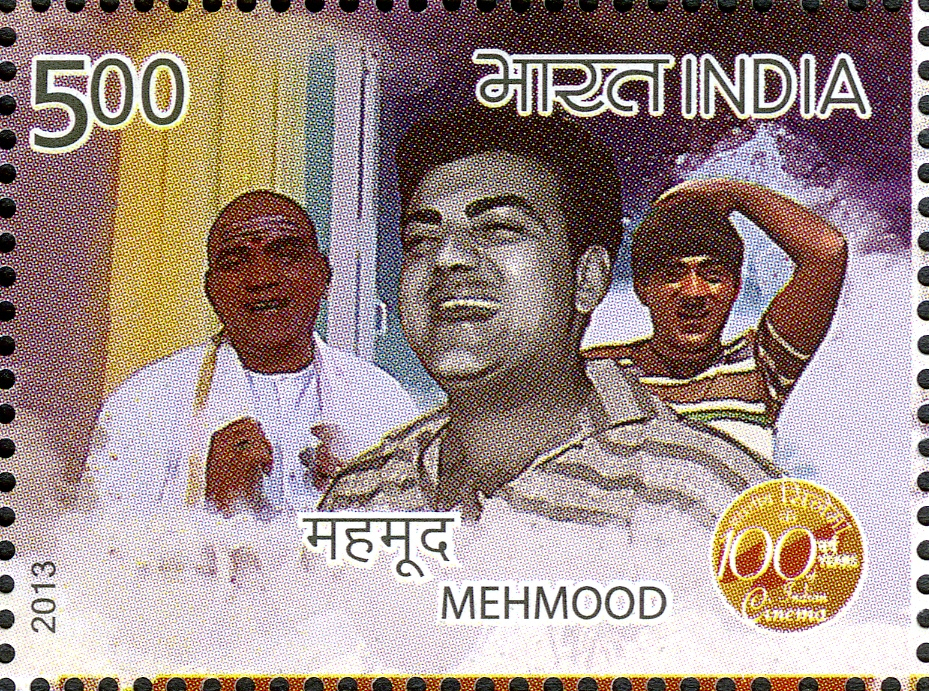
2013年に発行されたメームードの記念切手

| 年               | 部門             | 作品                       | 結果             | 出典             |
| フィルムフェア賞 | フィルムフェア賞 | フィルムフェア賞           | フィルムフェア賞 | フィルムフェア賞 |
| ---------------- | ---------------- | -------------------------- | ---------------- | ---------------- |
| 1960年           | 助演男優賞       | 『Chhoti Bahen』           | ノミネート       | [ 6 ]            |
| 1962年           | 助演男優賞       | 『Sasural』                | ノミネート       | [ 6 ]            |
| 1963年           | 助演男優賞       | 『Dil Tera Diwana』        | 受賞             | [ 6 ]            |
| 1963年           | 助演男優賞       | 『Rakhi』                  | ノミネート       | [ 6 ]            |
| 1964年           | 助演男優賞       | 『Ghar Basake Dekho』      | ノミネート       | [ 6 ]            |
| 1966年           | 助演男優賞       | 『Gumnaam』                | ノミネート       | [ 6 ]            |
| 1967年           | コメディアン賞   | 『Pyar Kiye Jaa』          | 受賞             | [ 6 ]            |
| 1967年           | コメディアン賞   | 『ラブ・イン・トーキョー』 | ノミネート       | [ 6 ]            |
| 1968年           | コメディアン賞   | 『Mehrban』                | ノミネート       | [ 6 ]            |
| 1969年           | コメディアン賞   | 『Neel Kamal』             | ノミネート       | [ 6 ]            |
| 1969年           | コメディアン賞   | 『Sadhu Aur Shaitaan』     | ノミネート       | [ 6 ]            |
| 1970年           | コメディアン賞   | 『Waris』                  | 受賞             | [ 6 ]            |
| 1970年           | コメディアン賞   | 『Meri Bhabhi』            | ノミネート       | [ 6 ]            |
| 1971年           | コメディアン賞   | 『Humjoli』                | ノミネート       | [ 6 ]            |
| 1972年           | コメディアン賞   | 『Paras』                  | 受賞             | [ 6 ]            |
| 1972年           | コメディアン賞   | 『Main Sundar Hoon』       | ノミネート       | [ 6 ]            |
| 1973年           | コメディアン賞   | 『Bombay to Goa』          | ノミネート       | [ 6 ]            |
| 1974年           | コメディアン賞   | 『Do Phool』               | ノミネート       | [ 6 ]            |
| 1975年           | コメディアン賞   | 『Vardaan』                | 受賞             | [ 6 ]            |
| 1975年           | コメディアン賞   | 『Duniya Ka Mela』         | ノミネート       | [ 6 ]            |
| 1975年           | コメディアン賞   | 『Kunwara Baap』           | ノミネート       | [ 6 ]            |
| 1976年           | コメディアン賞   | 『Qaid』                   | ノミネート       | [ 6 ]            |
| 1977年           | コメディアン賞   | 『Sabse Bada Rupaiya』     | ノミネート       | [ 6 ]            |
| 1980年           | コメディアン賞   | 『Nauker』                 | ノミネート       | [ 6 ]            |
| 1983年           | コメディアン賞   | 『Khud-Daar』              | ノミネート       | [ 6 ]            |